# عز الدين أبو العيش
عز الدين أبو العيش (3 فبراير 1955 في مخيم جباليا - ) طبيب ومؤلف فلسطيني كندي من غزة. كان أول طبيب فلسطيني يعمل في مستشفى إسرائيلي. وكان ناشطًا في تعزيز عملية السلام الإسرائيلية الفلسطينية. خلال الحرب الإسرائيلية على غزة في يناير 2009، قُتلت بناته الثلاث وابنة أخته بنيران دبابة إسرائيلية موجهة إلى منزله. وصف أبو العيش مقتل بناته في مقطع فيديو انتشر على نطاق واسع في العالم. ادعى الجيش الإسرائيلي في البداية أن منزل الدكتور أبو العيش استُهدف لأنه كان مصدر نيران القناصة.
هاجر إلى كندا، حيث يقيم الآن في مدينة تورنتو، مع أطفاله المتبقين، وكتب مذكراته عام 2011 بعنوان "لن أكره: رحلة طبيب غزة على الطريق إلى السلام والكرامة الإنسانية".
اعتمدت اللجنة المركزية لحركة فتح في 29 يناير 2006، قرار المجلس الثوري السادس لحركة فتح الصادر في 7 نوفمبر 2005، اعتبار كل من رشح نفسه للانتخابات التشريعية الفلسطينية الثانية ولم يلتزم بقرارات الحركة، اعتباره خارج صفوف الحركة وأطرها.
في 7 فبراير 2007، قرر أمين سر اللجنة المركزية لحركة فتح فاروق القدومي إعادة الاعتبار التنظيمي اعتبارًا من 1 يناير 2007 لكل من فُصل من الحركة عام 2006 جراء ترشحه خارج كتلة حركة فتح البرلمانية في الانتخابات التشريعية الفلسطينية 2006.

## حياته المهنية
ولد عز الدين أبو العيش ونشأ في مخيم جباليا للاجئين في قطاع غزة. تلقى تعليمه الابتدائي والإعدادي والثانوي في مدارس مخيمات اللاجئين . حصل أبو العيش على منحة دراسية لدراسة الطب في مصر. بعد أن أكمل دراسته الطبية في جامعة القاهرة عام 1983، حصل على دبلوم في أمراض النساء والتوليد من جامعة لندن.
من عام 1997 إلى عام 2002، أكمل إقامته في أمراض النساء والتوليد في المركز الطبي سوروكا في بئر سبع، إسرائيل، تلاه تخصص فرعي في طب الأجنة في إيطاليا وبلجيكا؛ ثم حصل على درجة الماجستير في الصحة العامة (سياسة الصحة والإدارة) من جامعة هارفارد.
كان أبو العيش أول طبيب فلسطيني يحصل على وظيفة في مستشفى إسرائيلي، حيث عالج المرضى الإسرائيليين والفلسطينيين. عمل طبيباً في قطاع غزة وعمل أيضاً في إسرائيل في المركز الطبي سوروكا والمركز الطبي شيبا. بعد سيطرة حماس على قطاع غزة في عام 2007، أصبح واحداً من القلائل من سكان غزة الذين واصلوا دخول إسرائيل بانتظام. كان يسكن في مبنى متعدد الطوابق في جباليا ، قام ببنائه هو وأخوه.
في عام 2008، توفيت زوجته بسبب سرطان الدم، وتركته لتربية أطفالهما الثمانية.
خلال الحرب التي استمرت ثلاثة أسابيع، قدم تقارير ومقابلات لوسائل الإعلام الإسرائيلية حول الوضع في غزة. في 16 يناير/كانون الثاني 2009، قبل أيام قليلة من انتهاء الحرب، أطلقت دبابة إسرائيلية قذيفتين على منزله، مما أدى إلى مقتل ثلاث من بناته وابنة أخته. وزعم تحقيق عسكري إسرائيلي في الحادث أن النيران أطلقت على منزله بعد أن اشتبه في أن "شخصيات" شوهدت على سطح المبنى هي مراقبون يوجهون نيران القناصة ضد القوات الإسرائيلية. لم يكن هناك سبب لقصف المنزل وقتل ثلاث بنات بريئات وابنة أخته. وقد وقعت الحادثة أثناء مراسلته على الهواء مباشرة لمراسل القناة العاشرة شلومي إلدار، وقد تم بث رد فعله عندما علم بوفاة بناته على الهواء مباشرة إلى الجمهور الإسرائيلي. وقد أدى مقتل بناته إلى تعزيز تصميمه على تعزيز الحقيقة والعدالة والمصالحة بين الإسرائيليين والفلسطينيين.
أسس مؤسسة بنات من أجل الحياة تخليداً لذكرى بناته الثلاث اللاتي قتلن. تقدم المنظمة جوائز المنح الدراسية لتشجيع الشابات من الشرق الأوسط وشمال أفريقيا بما في ذلك فلسطين وإسرائيل ولبنان والأردن ومصر وسوريا على مواصلة دراستهن في الجامعات في كندا والولايات المتحدة وبلجيكا. تهدف المؤسسة إلى الاستثمار في إمكانات القيادة لدى الشابات وتعزيز نجاحهن.
في عام 2011 كان أستاذًا مشاركًا للصحة العالمية في جامعة تورنتو. كتب مذكراته في عام 2011 بعنوان "لن أكره: رحلة طبيب من غزة على طريق السلام والكرامة الإنسانية". تمت ترجمة الكتاب إلى 23 لغة وأصبح من أكثر الكتب مبيعًا على الصعيدين الوطني والدولي.
في فبراير/شباط 2013، حضر مهرجان كراتشي الأدبي في باكستان، حيث روى الأحداث المحيطة بوفاة بناته اللاتي قُتلن في الغارة الجوية الإسرائيلية. وفقًا لصحيفة إكسبريس تريبيون، "لم يكن هناك أحد تقريبًا في الجمهور لم يختنق أو يمسح دمعة صامتة أثناء الاستماع إلى الطبيب والمؤلف الفلسطيني عز الدين أبو العيش" وصف أبو العيش حادثة وفاة بناته على النحو التالي:
أصبح مواطنًا كنديًا في عام 2015. في عام 2024، قام المخرج الفرنسي تال باردا بتكييف كتاب أبو العيش الصادر عام 2011 إلى الفيلم الوثائقي "لن أكره".

## الجوائز
- 2009: مرشح نهائي لجائزة ساخاروف لحرية الفكر.[17]
- 2009: جائزة ستافروس نياركوس للنجاة.
- 2009: جائزة البحث عن أرضية مشتركة.
- 2009: جائزة معهد الشرق الأوسط.
- 2009، 2010، 2011، 2016: مرشح لجائزة نوبل للسلام.
- 2009: مرشح لجائزة ساخاروف لحقوق الإنسان.
- 2009 و2010: اختير ضمن قائمة أكثر ٥٠٠ مسلم تأثيرًا منذ عام 2009 وحتى الآن من قِبل المركز الملكي للدراسات الاستراتيجية الإسلامية.
- 2010: جائزة الشجاعة الاستثنائية؛ مركز كوينز كوليدج للتفاهم العرقي والديني.
- 2010: جائزة المهاتما غاندي للسلام من كندا، مركز المهاتما غاندي الكندي.
- 2011: جائزة السلام لمنطقة لومباردي.
- 2012: جائزة كالجاري للسلام، مركز كالجاري للمجتمع العالمي واتحاد دراسات السلام بجامعة كالجاري.
- 2012: جائزة الدكتورة جين ماير للمواطنة العالمية.
- 2012: جائزة مجلة ميدل إيست مونيتور للكتاب (لندن، المملكة المتحدة).
- 2012: جائزة والتر رويتر للعدالة الاجتماعية.
- 2013: واحد من أقوى ٥٠٠ شخصية عربية في العالم.
- 2013: عضو في وسام أونتاريو، من مقاطعة أونتاريو.
- 2013: حائز على جائزة أفضل ٢٥ مهاجرًا كنديًا.
- 2014: حائز على جائزة السلام العام المرموقة عالميًا.
- 2015: الطب والصحة كمحفز للسلام.
- 2015: جائزة التميز في تعزيز حقوق الإنسان والسلام.
- 2015: شخصية العام في فلسطين.
- 2016: جائزة الأسطورة الحية، مؤسسة السمفونية البشرية (واشنطن العاصمة).
- 2016: ميدالية الحاكم العام.
- 2017: صليب الخدمة المتميزة، مُنح من قِبل العاهل الكندي.
- 2018: ماكس مارك كرانبروك، صانع السلام العالمي، جامعة ولاية واين، مركز دراسات السلام والصراع. إريك مونتغمري، فريد بيرسون.

## الدرجات الفخرية والمواطنة
- 2011: دكتوراه فخرية في القانون، جامعة كوينز [17]
- 2011: دكتوراه فخرية في القانون، جامعة مانيتوبا
- 2012: دكتوراه فخرية في القانون، جامعة ويسترن أونتاريو
- 2012: المواطنة الفخرية من حكومة بوينس آيرس، الأرجنتين
- 2013: دكتوراه فخرية في الآداب، كلية فيكتوريا، جامعة تورنتو
- 2014: دكتوراه فخرية في القانون، جامعة ماكماستر
- 2014: دكتوراه فخرية في القانون، جامعة ساسكاتشوان
- 2014: دبلوم فخري في دراسات السلام والصراع، كلية سولت
- 2015: دكتوراه فخرية في الآداب الإنسانية، كلية فلوريدا الجديدة
- 2015: دكتوراه فخرية في القانون، جامعة يورك
- 2015: دكتوراه فخرية في القانون، جامعة كالجاري
- دكتوراه فخرية في القانون من جامعة بروك عام 2016.
- 2016: دكتوراه فخرية في العلوم، جامعة سيمون فريزر [23]
- 2016: دكتوراه فخرية في القانون، جامعة بروك
- 2016: دكتوراه فخرية في القانون، جامعة وندسور
- 2016: دكتوراه فخرية في الآداب الإنسانية، كلية سانت جوزيف في ولاية ماين
- 2021: الدكتوراه الفخرية في القانون؛ الدكتوراه الفخرية جامعة أنتويرب، بلجيكا.
- 2022: الدكتوراه الفخرية في القانون جامعة ويلفريد لورييه.
- 2023: دكتوراه فخرية في القانون، جامعة تورنتو متروبوليتان [24]
- 2024: دكتوراه فخرية في القانون، جامعة كولومبيا البريطانية [25]